# Anges de la Désolation
 (juillet 2012).
Si vous disposez d'ouvrages ou d'articles de référence ou si vous connaissez des sites web de qualité traitant du thème abordé ici, merci de compléter l'article en donnant les références utiles à sa vérifiabilité et en les liant à la section « Notes et références ».
Anges de la Désolation (Desolation Angels en anglais), est un roman de l'écrivain américain Jack Kerouac paru en 1965.
C'est un livre en deux parties : 
- Livre 1 : Desolation Angels qui n'a été traduit en français, avec le titre Anges de la désolation, qu'en 1998.
- Livre 2 : Passing Through qui a été traduit en français, avec le titre Les Anges vagabonds (à ne pas confondre, avec d'autres titres français de son oeuvre comme Le Vagabond solitaire) en 1968. Dans la traduction de 1998, il porte le titre En passant, qui est la traduction littérale de Passing Through.

Écrit de 1956 à 1961, le roman n'est publié qu'en 1965 par l'éditeur new-yorkais Coward-McCann. Il s'agit d'un roman semi-autobiographique, se développant autour de thèmes familiers de la Beat Generation. Cette œuvre fait partie de la Légende de Duluoz.
Les événements décrits dans le roman se déroulent en 1956 et 1957. Kerouac a tiré l'intrigue du roman de son passage à Desolation Peak, où en 1956 il resta 63 jours, seul, dans une vigie, le Desolation Peak Lookout, à surveiller les feux de forêts à North Cascade, dans l'État de Washington. Selon l'avant-propos du livre, l'ouverture du roman est tirée presque directement du journal qu'il tenait pendant cette période.
La première partie du Livre 1 est remarquable pour sa description de l'intérêt de Kerouac pour le bouddhisme zen et de son anxiété face au vieillissement de sa mère, à son âge et à son avenir en tant qu'écrivain. Dans la deuxième partie, Kerouac quitte son sommet de montagne et se rend à San Francisco. Il se demande s'il doit vivre une vie de solitude ou retrouver la société de ses amis.
La première partie du Livre 2 décrit le séjour de Jack Kerouac au Mexique en septembre 1956. La deuxième partie se compose en grande partie de voyages à travers les États-Unis, ainsi que de temps passé à New York et à Washington, DC en 1956.

## Éditions

### Édition originale américaine
- (en) Jack Kerouac, Desolation Angels, New York, Coward-McCann, 1965, 394 p. (LCCN 65017524)Roman divisé en deux parties : « Desolation Angels », proprement dit, et « Passing Through »

### Éditions françaises
- Jack Kerouac (trad. Michel Deutsch), Les Anges vagabonds [« Desolation Angels »], Paris, Denoël, coll. « Les Lettres nouvelles », 1968, 224 p. (BNF 33062097)Première traduction, limitée à la seule seconde partie du roman, « Passing Through ». Cette édition en « grand format » a fait l'objet d'une réimpression : Les Anges vagabonds, Denoël, 13 octobre 1987, 220 p. (ISBN 978-2-207-23434-1, BNF 34933736)
- Jack Kerouac (trad. Michel Deutsch), Les Anges vagabonds [« Desolation Angels »], Paris, Gallimard, coll. « Folio » (no 457), 1er octobre 1973, 253 p. (ISBN 978-2-07-036457-2, BNF 35224790)Réédition, au format de poche, de la première traduction.
- Jack Kerouac (trad. Pierre Guglielmina), Anges de la Désolation [« Desolation Angels »], Paris, Denoël, 6 juin 1998, 522 p. (ISBN 978-2-207-24532-3, BNF 37039906)Seconde traduction, complète, sous un nouveau titre. La couverture comporte la mention « roman inédit », qui fait allusion au fait que la première traduction se limitait à la seule seconde partie du roman, Passing Through, la première partie étant restée inédite en français jusqu'en 1998.